# Murat Evliyaoğlu
Murat Evliyaoğlu (Ankara, 2 giugno 1969) è un ex cestista turco.

## Carriera
Con la Turchia ha disputato due edizioni dei Campionati europei (1995, 1997).

## Palmarès
- Campionato turco: 2

Efes Pilsen: 1995-96, 1996-97
- Coppa Korać: 1

Efes Pilsen: 1995-96